# باولو فيريرا-مينديز
باولو فيريرا-مينديز هو لاعب كرة قدم برازيلي في مركز الوسط، ولد في 13 مايو 1990 في غويانيا في البرازيل. لعب مع أتلانتا سيلفرباكس.

## وصلات خارجية
- باولو فيريرا-مينديز على موقع قاعدة بيانات كرة القدم.إي يو (الإنجليزية)
- باولو فيريرا-مينديز على موقع Soccerway.com (الإنجليزية)